# آلووناس (آتیکا)
آلووناس (به لاتین: Avlonas) یک شهرک در یونان است که در Oropos Municipality واقع شده‌است.